# Municipio de Brown (Arkansas)
El municipio de Brown (en inglés: Brown Township) es un municipio ubicado en el condado de Monroe en el estado estadounidense de Arkansas. En el año 2010 tenía una población de 1 habitantes y una densidad poblacional de 0,01 personas por km².

## Geografía
El municipio de Brown se encuentra ubicado en las coordenadas 34°53′53″N 91°18′43″O / 34.89806, -91.31194. Según la Oficina del Censo de los Estados Unidos, el municipio tiene una superficie total de 76.74 km², de la cual 75,25 km² corresponden a tierra firme y (1,93 %) 1,48 km² es agua.

## Demografía
Según el censo de 2010, había 1 personas residiendo en el municipio de Brown. La densidad de población era de 0,01 hab./km². De los 1 habitantes, el municipio de Brown estaba compuesto por el 0 % blancos, el 100 % eran afroamericanos. Del total de la población el 0 % eran hispanos o latinos de cualquier raza.